# 215 Enona
215 Enona (mednarodno ime 215 Oenone) je asteroid tipa S v glavnem asteroidnem pasu. 

## Odkritje
Asteroid je odkril ruski astronom Viktor Knorre (1840 – 1919) 7. aprila 1880 v Berlinu . Imenuje se po Enoni, nimfi iz grške mitologije.

## Lastnosti
Asteroid Enona obkroži Sonce v 4,6 letih. Njegova tirnica ima izsrednost 0,034, nagnjena pa je za 1,69° proti ekliptiki. Njegov premer je 35,51 km, za en obrat okoli svoje osi potrebuje več kot 20 h .